# الحداء

صورة لحيد الكميم من الحداء

الحداء قبيلة ومديرية في اليمن تقطن الشمال الشرقي من محافظة ذمار،
ينسبها الإخباريون إلى الحداء بن مراد بن مالك وهو مذحج بن أدد بن زيد بن يشجب بن عريب بن زيد بن كهلان بن سبأ.
تقع مديرية الحداء في الجهة الشمالية الش٧رقية لمحافظة ذمار تبلغ مساحتها 1806.4 كم2، يسكنها 143,799 نسمة. مركز المديرية : زراجة.
وهي الان احدى مديريات محافظة ذمار وهي الواقعة بين اربعة  محافظات  فبلإضافة الى ذمار تحد من  الجنوب محافظة  البيضاء ومن الشرق محافظة مارب ومن الشمال محافظة  صنعاء
ويتشكل الكيان التوزيع الديموغرافي للحداء في مجموعة من العُزل
هي
بني زياد:وهي مكونه  من  عدة حبال كما تسمى  في الحداء وبمعنى  قبل مصغرة  مثل حبل كومان  سنامه وحبل كومان المحرق وحبل الجردة وحبل الزيادي وحبل الكليبي وحبل القوسي وحبل الظبياني وحبل المغدي وحبل الحدم وحبل الحياني وحبل بني علي وحبل بني احمد والشطأن  وحبل بيحاني من الاعماس وقبائل الأعماس الضلاع والجبل وحصن مشمل وغليل وخلل وبلادي بني سبأ ومخلاف ثوبان وهو من اخصب مناطق بني زياد واكثرها عدد وبني عروة  ومخلاف السواد  وبوسان .................الخ
ومشايخ ضمانهم ال شيخ محمد علي معدل القوسي من نسل ناجي بن صالح بن علي القوسيوالشيخ محمد علي معدل كبير الحدا ومنهاها.
بني بخيت:فهي تضم  مخلاف الكميم وهو من اكبر واخصب الوديان  في الحداء واكثرها  عددا  قرى وسكانا  وحبل العيسي وحبل الفلاحي وبيت  ابو عاطف  وبني جلعه العش وبني جلعه احذر وحبل الزيداني وحبل سبلة  بني بخيت وحبل الحديجي وبني عيسى الصهيد وجبحر وبني بدئ وبني شرهان وهناك  قرى  تتبع  بني  بخيت  وتتبع  بني زياد وهنالك بعض القرى  مشتركه  في انتمائهها  بينهما  (الزيادي والبخيتي) مثل العقم وبني شجرة  والاحساء وغيرها
ومشايخ ضمانهم بني مفتاح من نسل علي عبدالله  صالح البخيتي
عبيدة :وعبيدة وهي بلاد البردون وبلاد تنن والمليح ونص جرشب والنص الاخر  الى  حبل النصيري من  بني زياد ,وهذه ما تسمى  عبيدة العلياء واما  عبيدة السفلى ومنها  قرى الميثال والحيد الابيض وراسه وبشار والقضاضة وبلاد السلي والمصاقرة  وبلاد الرشده  في شمال الحداء
ومشايخ ضمانهم بني عزيز من نسل
حسين بن حسين بن علي بن عزيز العبيدي
الأثار القديمة والتاريخية
تحتوي المديرية على عدد غير محدود من المواقع الأثرية يعود بعضها إلى زمن لم يتم تحديده حتى الآن، في حين تم التعرف على الكثير من آثارها وتحديد الزمن الذي تعود مثل آثار العهدين السبئي والحميَري. وتقل—بشكل ملحوظ—الآثار الإسلامية
وتوجد في الحداء آثار ومواقع تاريخية تعود للعهدين السبئي والحميري. إذ كانت بينون إحدى ممالك اليمن القديمة التي يعتقد المؤرخون أن الملك أبو كرب أسعد هو من شيدها ويستدلون في ذلك بما أخبره حسان بن ثابت الأنصاري في بعض قصائده:
| وقد كان في بينون ملكٌ وسؤدد |  | وفي ناعطٍ ملك قديمٌ ومفخرُ  |
| وأسعدُ كان الناس تحت سيوفه  |  | حواهم بملكٍ شامخٍ ليس يقهر |

كما اشار إلى دالك الكاتب والمؤرخ الاستاذ صالح علي قايد أبوهويده في كتابه تاريخ الحداء والشواهد العصريه ويوجد في بينون بعض الآثار التي تدل على أهميتها في ذلك العهد مثل نفق جبل النقوب وجبل النصلة، وحصن بينون الذي لم يتبق منه سوى الأطلال بعد تعرضه إما للنهب أو التخريب أو محاولة بعض أهالي مخلاف ثوبان في تزيين أركان منازلهم ببعض أحجاره. وتحتفظ النخلة الحمراء بنفس الأهمية التي تتمتع بها بينون، وقد عثر فيها في العام 1933 على تماثيل برونزية تعود للملك ذمار علي يهبر وإبنه الملك ثاران يهنعم ولم يتم تحديد هوية التمثال الثالث بسبب تعرضه للتلف. وقد تم العثور على آثار أخرى في مناطق متفرقة في محيط القريتين أنفتي الذكر
قريه نونه
قرية أثرية على سفح جبل بجوار العقم في مديرية الحداء وتحاط بسور عظيم ذات أبواب وبها مسجد الناصرية لا زالت آثارهـ ماثله للعيان وبها آثار سد الخانوق عليه كتابات حميرية قديمه وتبعد قرية نونه 10 كيلو من مدينة معبر وتعتبر من أكبر القرى وأقدمها بالمنطقة وامتداد جذورها للعصر الحميري نظرا لما تحتويه من اثار وصخور عليها كتابات حميريه وأيضا لوجود سد قديم به نقوش حميرية قديمه. ومعنى "نونه" في اللغة الحميريه هي قطعة الفضه التي توضع على جبين المرأة لتتزين بها فكانت نونه تمثل المركز والبؤرة للمنطقة
العقم
يوجد بها بقايا سد حميري كبير جرفت السيول أطرافه، ولم يبق منه سوى وسطه، وهو الجزء الخاص بتصريف المياه.
يكار مدينة حميرية قديمة تقع في قاع جهران، تحتوي على آثار وكتابات حميرية وخاصة على مسجد القرية.
حمة القاع من أقدم المدن الحميرية، يعود تاريخها إلى العصر البرونزي، حوالي (1600 ق. م)، شيدت المدينة فوق مرتفع جبلي وأحيطت بسور دفاعي، وبداخلها تظهر الشوارع الرئيسية والفرعية بين مساكن المدينة.
الأسواق الشعبية
السوق الشعبي في مديرية الحداء يقام في مدينة زراجة مركز المديرية يوم الأثنين من كل أسبوع، ويقصده سكان المناطق المجاورة لشراء احتياجاتهم
الحطمة
قرية أثرية من العصر الحميري، يوجد بها عدد من المساكن التي أقيمت على أنقاض أساسات لمساكن حميرية قديمة، وتنتشر في المنطقة المحيطة بها النقوش القديمة والمواقع الأثرية.
أنفاق بني حديجة النفق الأول حُفِر لتحويل الماء من واد منخفض إلى آخر مرتفع بواسطة سد، ويبلغ طول النفق حوالي (200 م) ما بين الواديين وكما يوجد أيضا معجزه بديعه في جبل المشخره بني علي الشبطان وهي عباره عن كهف يسمى العشه كتبت على سقفه كلمة -معبدي-بقطرات ماء ما زالت تقطر إلى الآن كانها عين والغريب في الامر ان القطرات تنزل من جوف الجبل الذي يبلغ ارتفاعه 2800م عن سطح البحر—محمد أحمد أبوهويده—بوسان من المدن الحميرية المذكورة في النقوش، ولا يزال بها عدد كبير من النقوش المكتوبة، والأحجار الأثرية المزخرفة بأشكال هندسية ونباتية وحيوانية.
بني بداء أشهر ما فيها : المصنعة المعروفة بمصنعة بني بداء، والتي يتم الوصول إليها عبر طريق منحوتة في أصل الجبل
النخله الحمراء
مدينة سبئية قديمة شيدت فوق مرتفع جبلي حصين، عثر فيها على تمثالي الملكين ذمار علي يهبر وابنه ثاران يهنعم والذين كانا يزينان مدخل القصر الموجود في المدينة، والمسمى (صنع)، ولا تزال آثار المدينة القديمة تنتشر على سطح الموقع، كما تظهر بقايا أساسات ضخمة لمبانٍ من العصر الحميري.. وتقع النخلة الحمراء في وادي الجهارنة، الذي تتجمع مياهه في شبكة قنوات معقدة تعود إلى العصر الحميري، وتصب في سد الكميم الأثري.
تمثـالا (ذمار علي وابنـه ثاران):- تعتبر التماثيل من أهم الشواهد الأثرية المكتشفة، فهي تعطينا فكرة واضحة عن المعتقدات والطقوس الدينية التي كان يزاولها الإنسان القديم في عصوره السحيقة، كما أنها تطلعنا على نوعية الملابس التي كانوا يرتدونها وكيفية تصفيف شعور رؤوسهم ولحاهم، وإذا نظرنا إلى فن النحت عند اليمنيين القدماء سنجد أن أعمال النحت نفذت على مواد من الرخام والمعادن كالذهب والبرونز كتماثيل لبعض الملوك والسيدات، وقد وجد تمثال من النحت البديع في منطقة مكيراس للأعضاء التناسلية عند كل مــن الرجل والمرأة، ولربما يرمز ذلك إلى إله الخصب كما تشير السنبلة إلى ذلك أيضاً، وهناك تماثيل كثيرة عثر عليها في بعض المواقع الأثرية في اليمن، وهي مصنوعة من البرونز، ومن هذه المكتشفات عثر في مأرب سنة (1952 م) على عدد غير يسير من تلك التماثيل البرونزية منها تمثال معروض في المتحف الوطني يمثل شخصاً نقش عليه اسمه، ويرجح أنه من أقدم التماثيل البرونزية التي عثر عليها حتى الآن، وفي مدينة (تمنع) عاصمة دولة قتبان عثر على تمثالين من البرونز يمثل كل منهما لبوة بكفل أسد يعتليها غلام عاري يمسك قوساً بيمناه ويقبض بيسراه سلسلة كانت تنتهي بطوق يحيط بعنق اللبوة. فالتماثيل اليمنية البرونزية (عموماً) ذات قيمة متميزة، فهي لا تتميز بكثرتها فحسب وإنما بجودة صنعها ودقتها، وأبرز هذه التماثيل التي عثر عليها حتى الآن هما تمثالا (ذمار علي وابنه ثاران يهنعم). عثر على هذين التمثالين عام (1931 م) في النخلة الحمراء (يكلى) حيث وجدا مكسورين وقطعهما متناثرة وصادئة، وفي عام (1977 م) عقدت اتفاقية بين اليمن وألمانيا الاتحادية لترميمهما ومحاولة صياغتهما كاملين (طبق الأصل)، وقد مرت عملية الترميم بثلاث مراحل أساسية هي معالجة القطع وتشطيفها، والثانية هي إعادة صب التمثالين صياغة جديدة، (صورة طبق الأصل)، والمرحلة الثالثة هي إعادة التركيب، وفي أواخر سنة (1983 م) أعيد هذين التمثالين إلى اليمن وهما الآن معروضان في المتحف الوطني بصنعاء وهما ذو تأثير
بينون
يعتقد المؤرخون بأنها إحدى الممالك القديمة التي شيدها الملك أبو كرب أسعد الذي عرّفه الكثير منهم بالكامل. وبها بقايا آثار نجت من عمليات النهب والتخريب المتعمد واستيلاء بعض الأهالي مثل سور الذي أحاط بالقرية، وبقايا جدران الحصن وآثار طمرت بسبب السيول والزلزال الذي ضرب محافظة ذمار في العام 1982.
قطعة اثرية من متحف بينون
وأهم ما يميز بينون عن غيرها نفقين نقبا في جبل النقوب ويربط قرية حياوة بوادي الجلاهم وآخر في جبل النصلة لا زال مطمور بسبب اعتقاد الأهالي بأنه يحتوي على بعض كنوز الملك أبو كرب أسعد، وقد أدى هذا الاعتقاد ببعض الأهالي إلى تهديد كل من يحاول إعادة فتح ذلك النفق. ويربط النفق بين النصلة ووادي نمارة. ويوجد في النفق الأول بقايا نقش كتب بخط المسند يزعم بعض الأهالي أن نصه: كلنا الذهب مثل كيل الطعام، ويزعم البعض الآخر أنه: إشربي يا حياوة من نمارة تغنام. وقد تعذرت قراءة ذلك النقش بسبب تعرضه للتلف. ويسبق هذا النفق قناة كبيرة شقت في قاعدة الجبل من أجل إيصال المياه إلى مدخل النفق. ويوجد في جانبي النفق تجاويف يعتقد أنها لألواح تم استخدامها في عملية نقل الماء. ويمتد النفق 150 متراً مع انكسار قائم الزاوية في منتصف النفق.

## الموقع
تقع مديرية الحداء في الجهة الشمالية الشرقية لمحافظة ذمار
تبلغ مساحتها 1806.4 كم2، يسكنها 143,799 نسمة.
مركز المديرية: زراجة.
ويحد مديرية الحداء من الشمال بني ضبيان وخولان، من الجنوب عنس وقيفة ولد ربيع، من الشرق بني ضبيان ورداع، أمّا من الغرب فتحدّها جهران وبلاد الـروس.

## الآثار القديمة والإسلامية
تحتوي المديرية على عدد غير محدود من المواقع الأثرية يعود بعضها إلى زمن لم يتم تحديده حتى الآن، في حين تم التعرف على الكثير من آثارها وتحديد الزمن الذي تعود مثل آثار العهدين السبئي والحميَري. وتقل—بشكل ملحوظ—الآثار الإسلامية.
ومن أهم المواقع الأثرية في المديرية قرية بينون في مخلاف ثوبان، والنخلة الحمراء في الكميم ومناطق أخرى متفرقة مثل قرى نونه، بني حديجة، بني سبأ، بني عيسى، النَّصَرة، كومان، والزور. إذ لا زالت بعض بقايا البِرَك والسدود والطرق الصخرية المعبّدة تشكل شواهد قائمة على أن تلك القرى قد شكلت أهمية في زمن الممالك اليمنية القديمة.

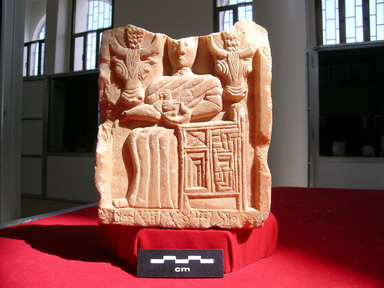
الآثار الموجودة في متحف بينون بالحدء

## بينون
يعتقد المؤرخون بأنها إحدى الممالك القديمة التي شيدها الملك أبو كرب أسعد الذي عرّفه الكثير منهم بالكامل. وبها بقايا آثار نجت من عمليات النهب والتخريب المتعمد واستيلاء بعض الأهالي مثل سور الذي أحاط بالقرية، وبقايا جدران الحصن وآثار طمرت بسبب السيول والزلزال الذي ضرب محافظة ذمار في العام 1982.

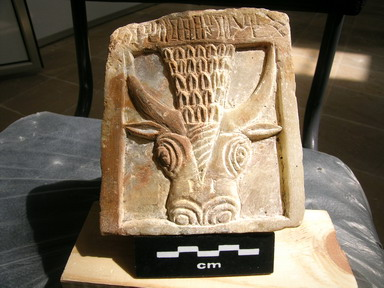
قطعة اثرية من متحف بينون

وأهم ما يميز بينون عن غيرها نفقين نقبا في جبل النقوب ويربط قرية حياوة بوادي الجلاهم وآخر في جبل النصلة لا زال مطمور بسبب اعتقاد الأهالي بأنه يحتوي على بعض كنوز الملك أبو كرب أسعد، وقد أدى هذا الاعتقاد ببعض الأهالي إلى تهديد كل من يحاول إعادة فتح ذلك النفق. ويربط النفق بين النصلة ووادي نمارة. ويوجد في النفق الأول بقايا نقش كتب بخط المسند يزعم بعض الأهالي أن نصه: كلنا الذهب مثل كيل الطعام، ويزعم البعض الآخر أنه: إشربي يا حياوة من نمارة تغنام. وقد تعذرت قراءة ذلك النقش بسبب تعرضه للتلف. ويسبق هذا النفق قناة كبيرة شقت في قاعدة الجبل من أجل إيصال المياه إلى مدخل النفق. ويوجد في جانبي النفق تجاويف يعتقد أنها لألواح تم استخدامها في عملية نقل الماء. ويمتد النفق 150 متراً مع انكسار قائم الزاوية في منتصف النفق.

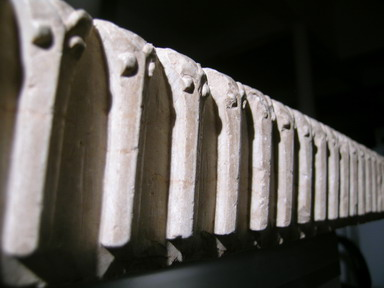
الآثار الموجودة في بينون

## النخلة الحمراء
مدينة سبئية قديمة شيدت فوق مرتفع جبلي حصين، عثر فيها على تمثالي الملكين ذمار علي يهبر وابنه ثاران يهنعم والذين كانا يزينان مدخل القصر الموجود في المدينة، والمسمى (صنع)، ولا تزال آثار المدينة القديمة تنتشر على سطح الموقع، كما تظهر بقايا أساسات ضخمة لمبانٍ من العصر الحميري.. وتقع النخلة الحمراء في وادي الجهارنة، الذي تتجمع مياهه في شبكة قنوات معقدة تعود إلى العصر الحميري، وتصب في سد الكميم الأثري.
تمثـالا (ذمار علي وابنـه ثاران):- تعتبر التماثيل من أهم الشواهد الأثرية المكتشفة، فهي تعطينا فكرة واضحة عن المعتقدات والطقوس الدينية التي كان يزاولها الإنسان القديم في عصوره السحيقة، كما أنها تطلعنا على نوعية الملابس التي كانوا يرتدونها وكيفية تصفيف شعور رؤوسهم ولحاهم، وإذا نظرنا إلى فن النحت عند اليمنيين القدماء سنجد أن أعمال النحت نفذت على مواد من الرخام والمعادن كالذهب والبرونز كتماثيل لبعض الملوك والسيدات، وقد وجد تمثال من النحت البديع في منطقة مكيراس للأعضاء التناسلية عند كل مــن الرجل والمرأة، ولربما يرمز ذلك إلى إله الخصب كما تشير السنبلة إلى ذلك أيضاً، وهناك تماثيل كثيرة عثر عليها في بعض المواقع الأثرية في اليمن، وهي مصنوعة من البرونز، ومن هذه المكتشفات عثر في مأرب سنة (1952 م) على عدد غير يسير من تلك التماثيل البرونزية منها تمثال معروض في المتحف الوطني يمثل شخصاً نقش عليه اسمه، ويرجح أنه من أقدم التماثيل البرونزية التي عثر عليها حتى الآن، وفي مدينة (تمنع) عاصمة دولة قتبان عثر على تمثالين من البرونز يمثل كل منهما لبوة بكفل أسد يعتليها غلام عاري يمسك قوساً بيمناه ويقبض بيسراه سلسلة كانت تنتهي بطوق يحيط بعنق اللبوة.
فالتماثيل اليمنية البرونزية (عموماً) ذات قيمة متميزة، فهي لا تتميز بكثرتها فحسب وإنما بجودة صنعها ودقتها، وأبرز هذه التماثيل التي عثر عليها حتى الآن هما تمثالا (ذمار علي وابنه ثاران يهنعم).
عثر على هذين التمثالين عام (1931 م) في النخلة الحمراء (يكلى) حيث وجدا مكسورين وقطعهما متناثرة وصادئة، وفي عام (1977 م) عقدت اتفاقية بين اليمن وألمانيا الاتحادية لترميمهما ومحاولة صياغتهما كاملين (طبق الأصل)، وقد مرت عملية الترميم بثلاث مراحل أساسية هي معالجة القطع وتشطيفها، والثانية هي إعادة صب التمثالين صياغة جديدة، (صورة طبق الأصل)، والمرحلة الثالثة هي إعادة التركيب، وفي أواخر سنة (1983 م) أعيد هذين التمثالين إلى اليمن وهما الآن معروضان في المتحف الوطني بصنعاء وهما ذو تأثير

## نبذه تاريخية عن الملك ذمار علي وابنه ثاران
كان «ذمار علي» وابنه «ثاران يهنعم» من مؤسسي الدولة السبئية ( وهم من أبناء مذحج) الموحدة أو ما عرف في
الموروث العربي واليمني بدولة (التبابعة)، وذلك في (الربع الأول من القرن الرابع الميلادي)،
وكان قد سبقهما " شمر يهرعش " الذي حكم اليمن من أدناه إلى أقصاه تحت اسم ملك " سبأ وذي ريدان
وحضرموت ويمنات "، وبعده بعدد من السنيين كرس «ذمار علي» ثم ابنه " ثاران يهنعم " ذلك
الواقع الذي استمر حتى الغزو الحبشي لليمن عام (525 م)؛ ومما يؤيد ذلك أن «ذمار علي»
وابنه «ثاران» قد حازا على اللقب الملكي في هذه الفترة حيث نقش بالخط المسند على صدري
التمثالين عبارة ملكا سبأ وذي ريدان وهما «ذمــار علي» وابـنـه «ثاران» قد أمرا بأن يصاغ لهما هذان التمثالان من البرونز، وقررا أن يقدماهما إلى أنصارهما ورجالهما من أسرة بني ذرانح وعلى رأسهم ثلاثة من كبار هذه الأسر، وهم «بأهل أخضر» و«شرح سميدع» و«ماجد»، وذلك لكي ينصب هذان التمثالان على مدخل المنتدى أو بهو الاستقبال والجلوس والمداولات أي (المسود) الخاص ببني ذرانح التابع لقصرهم المسمى (صنع) القائم في النخلة الحمراء (يكلى) قديماً في أراضي الحداء? وقد شرح هذا النقش وعلق عليه الأستاذ «مطهر الإرياني» في كتابه: «نقوش مسندية وتعليقات».
وبصورة عامة فإن لهذين التمثالين دلائل حضارية وتاريخية كونهما يمثلان شخصيتين بارزتين في تاريخ اليمن القديم لعبت دوراً كبيراً في توحيد اليمن أرضاً وشعباً، كما يبرزان ـ أيضاً ـ الصلات الثقافية بين حضارة البحر المتوسط وجنوب الجزيرة العربية من خلال الكتابة القصيرة بالخط اليوناني الذي ظهر في الركبة اليسرى للتمثال، كما نلمح فكرة أخرى هي أن الختان لم يكن معروفاً في تلك العصور القديمة عند الإنسان اليمني القدياعداد المخرج محمدعبدالله علي الفقيه المساعدمراداحمد

## الحطمة
قرية أثرية من العصر الحميري، يوجد بها عدد من المساكن التي أقيمت على أنقاض أساسات لمساكن حميرية قديمة، وتنتشر في المنطقة المحيطة بها النقوش القديمة والمواقع الأثرية.
أنفاق بني حديجة
النفق الأول حُفِر لتحويل الماء من واد منخفض إلى آخر مرتفع بواسطة سد، ويبلغ طول النفق حوالي (200 م) ما بين الواديين
وكما يوجد أيضا معجزه بديعه في جبل المشخره بني علي الشبطان وهي عباره عن كهف يسمى العشة كتبت على سقفه كلمة -معبدي-بقطرات ماء ما زالت تقطر إلى الآن كانها عين والغريب في الامر ان القطرات تنزل من جوف الجبل الذي يبلغ ارتفاعه 2800م عن سطح البحر—محمد أحمد أبوهويده--
بوسان
من المدن الحميرية المذكورة في النقوش، ولا يزال بها عدد كبير من النقوش المكتوبة، والأحجار الأثرية المزخرفة بأشكال هندسية ونباتية وحيوانية.
بني بداء
أشهر ما فيها: المصنعة المعروفة بمصنعة بني بداء، والتي يتم الوصول إليها عبر طريق منحوتة في أصل الجبل.

## العقم بني ظبيان
يوجد بها بقايا سد حميري كبير جرفت السيول أطرافه، ولم يبق منه سوى وسطه، وهو الجزء الخاص بتصريف المياه.
يكار
مدينة حميرية قديمة تقع في قاع جهران، تحتوي على آثار وكتابات حميرية وخاصة على مسجد القرية.
حمة القاع
من أقدم المدن الحميرية، يعود تاريخها إلى العصر البرونزي، حوالي (1600 ق. م)، شيدت المدينة فوق مرتفع جبلي وأحيطت بسور دفاعي، وبداخلها تظهر الشوارع الرئيسية والفرعية بين مساكن المدينة.
الأسواق الشعبية
السوق الشعبي في مديرية الحداء يقام في مدينة زراجة مركز المديرية يوم الأثنين من كل أسبوع، ويقصده سكان المناطق المجاورة لشراء احتياجاتهم.

## قرية نونة
قرية أثرية على سفح جبل بجوار العقم في مديرية الحداء وتحاط بسور عظيم ذات أبواب وبها مسجد الناصرية لا زالت آثارهـ ماثله للعيان وبها آثار سد الخانوق عليه كتابات حميرية قديمه
وتبعد قرية نونه 10 كيلو من مدينة معبر وتعتبر من أكبر القرى وأقدمها بالمنطقة وامتداد جذورها للعصر الحميري نظرا لما تحتويه من اثار وصخور عليها كتابات حميريه وأيضا لوجود سد قديم به نقوش حميرية قديمه.
ومعنى «نونه» في اللغة الحميريه هي قطعة الفضة التي توضع على جبين المرأة لتتزين بها فكانت نونه تمثل المركز والبؤرة للمنطقة.

## تسلق الجبال والطيران الشراعي
تتوفر الأماكن المناسبة لرياضة تسلق الجبال في المديرية، مثل: جبال الأعماس، وجبل بينون، وبالنسبة للطيران الشراعي فيمكن ممارسته في نقيل مريد، ومنطقة بني عيسى وغيرها.